# Campeonato Mundial de Polo de 1992
El tercer Campeonato Mundial de Polo se realizó entre el 4 y el 12 de abril de 1992 en Santiago de Chile. Todos los partidos se desarrollaron en el Club de Polo y Equitación San Cristóbal, recinto ecuestre ubicado en la comuna de Vitacura. 
La Selección de Argentina alcanzó su segundo título mundial, derrotando en la final a Chile por 12 goles a 7. Un total de 20 selecciones disputaron las eliminatorias y solo había 6 cupos: 2 para América del Norte y Central, una para América del Sur y una entre Europa, África, Asia y Oceanía. Estados Unidos estaba clasificado por ser el campeón defensor y Chile por ser el país organizador.

## Desarrollo del campeonato
En la primera ronda del mundial los equipos quedaron divididos en dos grupos, el "A" y el "B". El grupo "A" estaba compuesto por Chile, México y Estados Unidos y el grupo "B" por Argentina, Inglaterra y Guatemala.

### Resultados Grupo A
- Chile (15) vs Estados Unidos (3)
- Chile (12) vs México (6)
- Estados Unidos (13) vs México (8)

### Resultados Grupo B
- Inglaterra (14) vs Guatemala (8)
- Argentina (17) vs Guatemala (5)
- Argentina (10) vs Inglaterra (5)

### Resultados semifinales
|  | Semifinales    | Semifinales |   |  | Final     | Final |  |
|  |                |             |   |  |           |       |  |
|  |                |             |   |  |           |       |  |
|  | Argentina      | 16          |   |  |           |       |  |
|  | Estados Unidos | 6           |   |  |           |       |  |
|  |                |             |   |  |           |       |  |
|  |                |             |   |  |           |       |  |
|  |                |             |   |  | Argentina | 12    |  |
|  |                | Chile       | 7 |  |           |       |  |
|  |                |             |   |  |           |       |  |
|  |                |             |   |  |           |       |  |
|  |                |             |   |  |           |       |  |
|  |                |             |   |  |           |       |  |
|  | Chile          | 6           |   |  |           |       |  |
|  | Inglaterra     | 4           |   |  |           |       |  |

En el partido por el tercer puesto Inglaterra venció a Estados Unidos 10-9.

### Posiciones finales
- Campeón: Argentina
- Subcampeón: Chile
- 3° Lugar: Inglaterra
- 4° Lugar: Estados Unidos
- 5° Lugar: México
- 6° Lugar: Guatemala